# Криворожский горный колледж
Криворожский горный колледж — среднее специальное учебное заведение, профессиональный колледж в городе Кривой Рог.

## История
5 мая 1955 года был создан Криворожский горный техникум с целью подготовки кадров для рудников северной группы Криворожского железорудного бассейна, входивших в то время в трест «Ленинруда».
В 1955 учебном году в техникуме было 8 учебных групп из 3 специальностей, 240 учеников и 18 преподавателей, размещался техникум в переоборудованном для учёбы общежитии.
В 1956 году началось строительство учебного корпуса на 960 мест и общежитие на 400 мест, в 1959 году техникум начал работу в новом корпусе.
В 1960-е годы оборудованы кабинеты и лаборатории, создал геологический музей, построен горный полигон с комплексом действующих горных машин, шахтным подъёмом, водоотливами, электростанцией.
К началу 1970-х годов в техникуме на дневном отделении училось 1700 студентов и 480 на вечернем. В 1970 году были построены учебно-производственные мастерские на 180 мест, в 1978 году построен учебно-лабораторный корпус на 1200 мест, в 1980 году — столовая на 220 мест.

## Характеристика
Как обособленное подразделение входит структуру Криворожского национального университета.
За годы работы техникум подготовил более 14 000 специалистов по 18 специальностям: горняков, электромехаников, шахтостроителей, маркшейдеров, геологов, бурильщиков, электронщиков, экономистов в том числе в 1976—1994 годах для 14 стран: Лаоса, Монголии, Афганистана, стран Африки и Латинской Америки.
Директора:
- Шутенков Тихон Сергеевич (1955—1962);
- Войцеховский Тарас Григорьевич (1962—1968);
- Квартюк Василий Савельевич (1968—1972);
- Сторчевой Алим Алексеевич (1972—1988);
- Шиш Анатолий Тимофеевич (1988—2002);
- Посохов Александр Изотович (с 2002).